# ヤン・ジョンファ
ヤン・ジョンファ（梁 靜花、양정화、1970年11月27日 - ）は韓国の女性声優。1995年、オンメディア（トゥーニバース）1期採用。オンメディア声優劇会に所属。現在はオンメディアの専属契約を離れ、フリーとして活動。

## 出演作品
※太字は主役・ヒロイン・メインキャラクター。

### テレビアニメ

#### 日本作品
- アイカツ!（藤原みやび）
- 愛と勇気のピッグガール とんでぶーりん（トンラリアーノ3世）
- あずまんが大王（メン・スンジョン（春日歩））
- あにゃまる探偵 キルミンずぅ（猪俣ケン、御子神ハルカ）
- 甘々と稲妻（飯田小鳥）
- うえきの法則（マリリン・キャリー、バンの“生きた神器”）
- 浦安鉄筋家族（西川のり子、仁ママ）
- おジャ魔女どれみドッカ〜ン!（春風どれみ）
- おとぎストーリー 天使のしっぽ（キンギョのラン、ダイスケ）
- おねがいマイメロディ（マイメロディ、夢野奏）
- 怪盗ジョーカー（ジョーカー）
- 彼氏彼女の事情（芝姫つばさ）[注 1]
- ガイキング LEGEND OF DAIKU-MARYU（ツワブキ・ダイヤ）
- ガンダムビルドファイターズ（ヤサカ・マオ、ベイカー）
- きこちゃんすまいる（二の宮きこ）
- 機動警察パトレイバー（熊耳武緒）
- 機動天使エンジェリックレイヤー（鈴原みさき）
- 機動武闘伝Gガンダム（レイン・ミカムラ）
- けものフレンズ（ライオン）
- ケロロ軍曹（ケロロ、宇宙渡辺久美子）
- しゅごキャラ!（ほしな歌唄）
- スマイルプリキュア!（星空みゆき/キュアハッピー）
- たまごっち!（まめっち）
- 探偵学園Q（連城究）
- だぁ!だぁ!だぁ!（ワンニャー）
- ダンス イン ザ ヴァンパイアバンド（ミナ・ツェペッシュ）
- ダンボール戦機W（大空ヒロ）
- チンプイ（春日エリ）
- 天使な小生意気（天使恵）
- D4プリンセス（瑠璃堂どりす）
- ディスク・ウォーズ:アベンジャーズ（アカツキ・アキラ）
- To Heart（シン・アヨン（神岸あかり））
- ドラゴンボールZ（チチ、チャオズ、デンデ）[注 2]
- 隠の王（六条壬晴）
- NARUTO -ナルト- 疾風伝（五代目水影・照美メイ）
- ハイキュー!!（日向翔陽）
- 鋼の錬金術師 FULLMETAL ALCHEMIST（オリヴィエ・ミラ・アームストロング）
- ヒカルの碁（進藤ヒカル）[注 1]
- ぷちぷり*ユーシィ（ベス、チャウ、エルセル女王）
- XXXHOLiC（壱原侑子）
- 爆丸バトルブローラーズ（空操弾馬）
- プリパラシリーズ（ジュルル / ジュリィ、太陽ペッパー）
- ベイブレードバースト（白鷺城ルイ）
- ボボボーボ・ボーボボ（ヘッポコ丸）
- 魔法のステージファンシーララ（篠原みほ/ファンシーララ）
- 魔法戦士リウイ（ミレル）
- ミルモでポン!（ムルモ、城戸悦美、ゴロー、ガビン、ドンタ）
- 無敵看板娘（神無月めぐみ）
- 名探偵コナン（ベルモット/クリス・ヴィンヤード）
- メタルファイト ベイブレード（角谷正宗、波佐間ヒカル、カズキ）
- メルヘヴン（キメラ）
- モンスターハンター ストーリーズ RIDE ON（リュート）
- モンスターファーム（ホリィ）
- 夢色パティシエール（樫野真）
- LINE TOWN（ジェシカ）
- らき☆すた（ケロロ）
- らんま1/2（早乙女らんま）[注 1]
- るろうに剣心 -明治剣客浪漫譚-（本条鎌足、マグダリア小夜、沖田総司、椿）
- RAVE（レイナ）
- ローゼンメイデン（水銀燈）

#### 韓国作品
- フラワーリングハート（シュエル）
- れいぞうこのくにのココモン（アロミ）
- バイトチョイカー（チャ・シン）
- ヒーローサークル - (ヴィンセント)
- シノストーン（ボン）

#### 米国作品
- おかしなガムボール（ニコル・ワタソン、マサミ・ヨシダ、テリー）
- ザ・ペンギンズ from マダガスカル（メンドリ）
- パワーパフガールズ（ブロッサム）[注 1]
- マイリトルポニー〜トモダチは魔法〜（プリンセスセレスティア、スウィーティーベル、グラニースミス）
- マイロ・マーフィーの法則（メリッサ・チェイス)

### 劇場アニメ
- クレヨンしんちゃん 襲来!!宇宙人シリリ（シリリ）
- ハイキュー!! 終わりと始まり（日向翔陽）
- ハイキュー!! 勝者と敗者（日向翔陽、渡部望）

### 吹き替え

#### 日本作品の吹き替え
- 仮面ライダー555（園田真理）
- 受験の神様（梅沢広）

### ゲーム
- メイプルストーリー（ヒルラ, フランシス, ターナ , カサンドラ, アレダ, ジグムント, ドルフィー, アイン, シャレン4世)
- クッキーラン: キングダム

### ディスコグラフィー
- FeelingHeart（「ToHeart」OPテーマ）[注 3]
- プラチナ（「カードキャプターチェリー」OPテーマ）